# Podziemia
Podziemia (oryg. Underworld) – powieść Dona DeLillo opublikowana w 1997 roku. Jest złożonym portretem Ameryki z czasów zimnej wojny i późniejszych. W sposób dla siebie charakterystyczny DeLillo przeplata wątki postaci całkowicie fikcyjnych z wątkami dotyczącymi postaci historycznych (Frank Sinatra, J. Edgar Hoover, Lenny Bruce i inne). Stworzony na ponad ośmiuset stronach pejzaż nie daje się łatwo streścić, łatwiej jednak pokusić się o wyszczególnienie pewnych powtarzających się wątków – są pośród nich: kryzys religii, odpady (w całym spektrum znaczeń), funkcjonowanie demokracji i państwowości amerykańskiej oraz wszechobecna (także zimnowojenna) paranoja.
Prolog do powieści (pod tytułem „Pafko at the Wall”) pojawił się na łamach Harper’s Magazine już w roku 1992. W 2001 r. wydawnictwo Scribner wydało ten początkowy rozdział Podziemi jako nowelę.
W 2000 wydana w Polsce przez Dom Wydawniczy „Rebis” w tłumaczeniu Michała Kłobukowskiego.